# クラーク・ヴォーリーズ
クラーク・ヴォーリーズ（Clark Greenwood Voorhees、1871年5月29日 - 1933年7月17日）はアメリカ合衆国の風景画家である。19世紀末から20世紀の初めのアメリカ合衆国における風景画のスタイル「トーナリズム」や印象派のスタイルで風景を描いた。コネチカット州、ニューロンドン郡の海岸の町、オールドライムに集まった芸術家たち(Old Lyme art colony)の初期のメンバーの一人である。

## 略歴
ニューヨークで株式仲買人の息子に生まれた。イェール大学とコロンビア大学で化学を学び、学位を得た。1894年になって趣味にしていた絵画に本格的に取り組む決意をして、アート・スチューデンツ・リーグ・オブ・ニューヨークに入学し、翌年、メトロポリタン美術館の美術学校で学んだ。アーヴィング・ラムゼー・ワイルズやレオナード・オクトマンにも学んだ。1897年にヨーロッパに渡り、アカデミー・ジュリアンに入学し、ジャン＝ポール・ローランスやジャン＝ジョセフ・バンジャマン＝コンスタンに学んだ 。オランダやバルビゾン村でも過ごした。
アメリカに帰国後、ヘンリー・ウォード・レンジャーに紹介されて、1893年にコネチカット州の海岸の町、オールドライムを始めて訪れ、1896年に地元の名家の女性で、邸の一部を来客に貸していたフローレンス・グリスウォルドの邸に母親と姉と滞在し、「オールドライム芸術家村(Old Lyme art colony)」のメンバーの一人となった。この邸は後に、フローレンス・グリスウォルド美術館になる。
オールドライムなどの風景や描いき、そのスタイルは「バルビゾン派」のスタイルを受け継ぐ「トーナリズム」のものであり、オールドライムの画家たちが、フレデリック・チャイルド・ハッサムの影響を受けて印象派のスタイルに移った後も、印象派のスタイルに移るのはかなり後年になってからであった。
オールドライム芸術家村の画家たちとのグループ展やナショナル・アカデミー・オブ・デザインの展覧会、アメリカ芸術家協会、アメリカ水彩画協会の展覧会に出展し、1904年のセントルイス万国博覧会の展覧会では銅メダルを受賞した。
娘のFlorence Whistler Voorheesは彫刻家、陶芸家になり孫のジャネット・フィッシュ(Janet Fish: born 1938)は画家として知られている。

## 作品

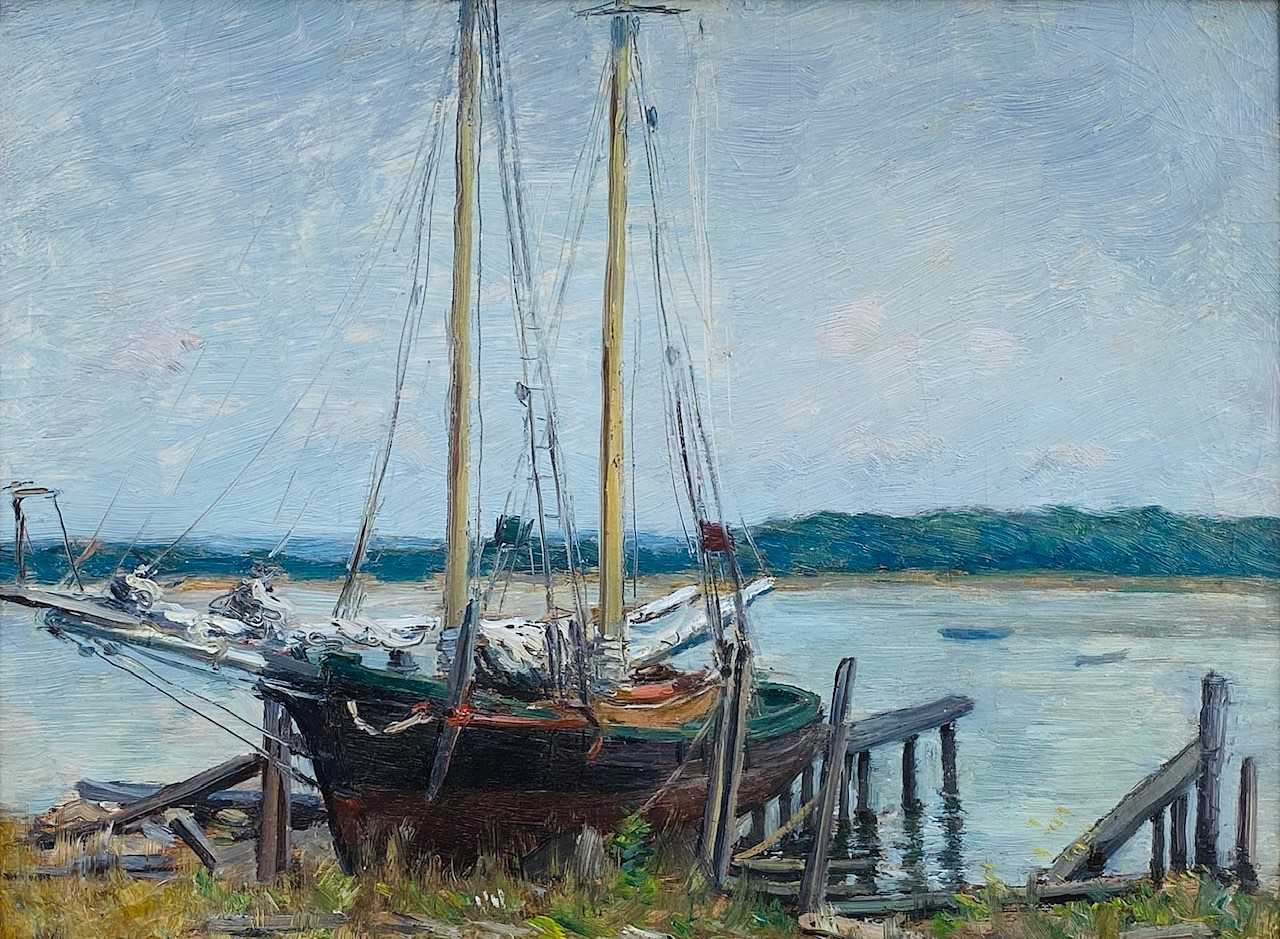
Scooner, Noank, Connecticut
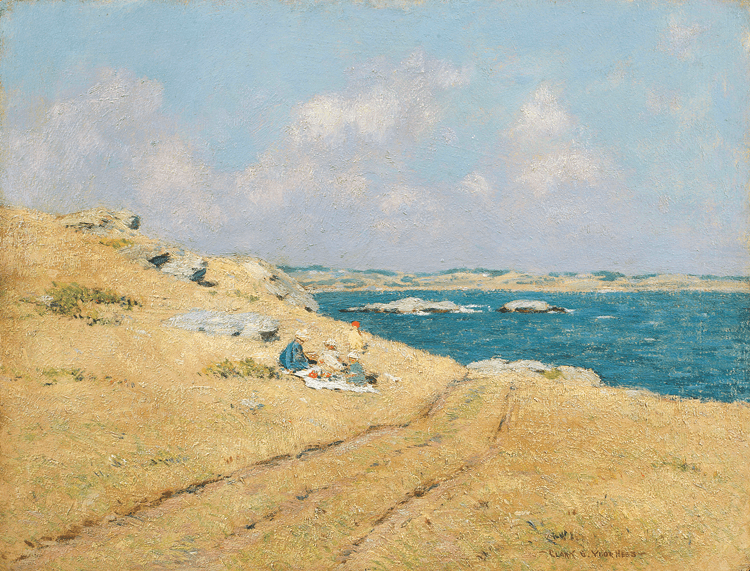
クリーフ・ウォーク
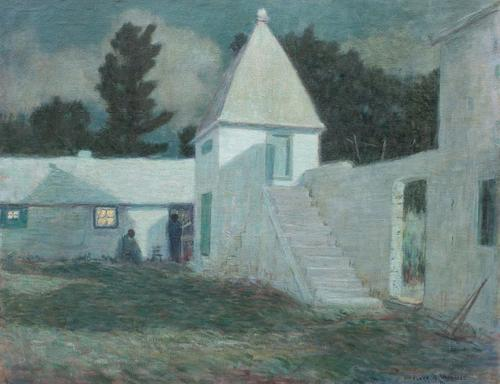
Springfield Courtyard
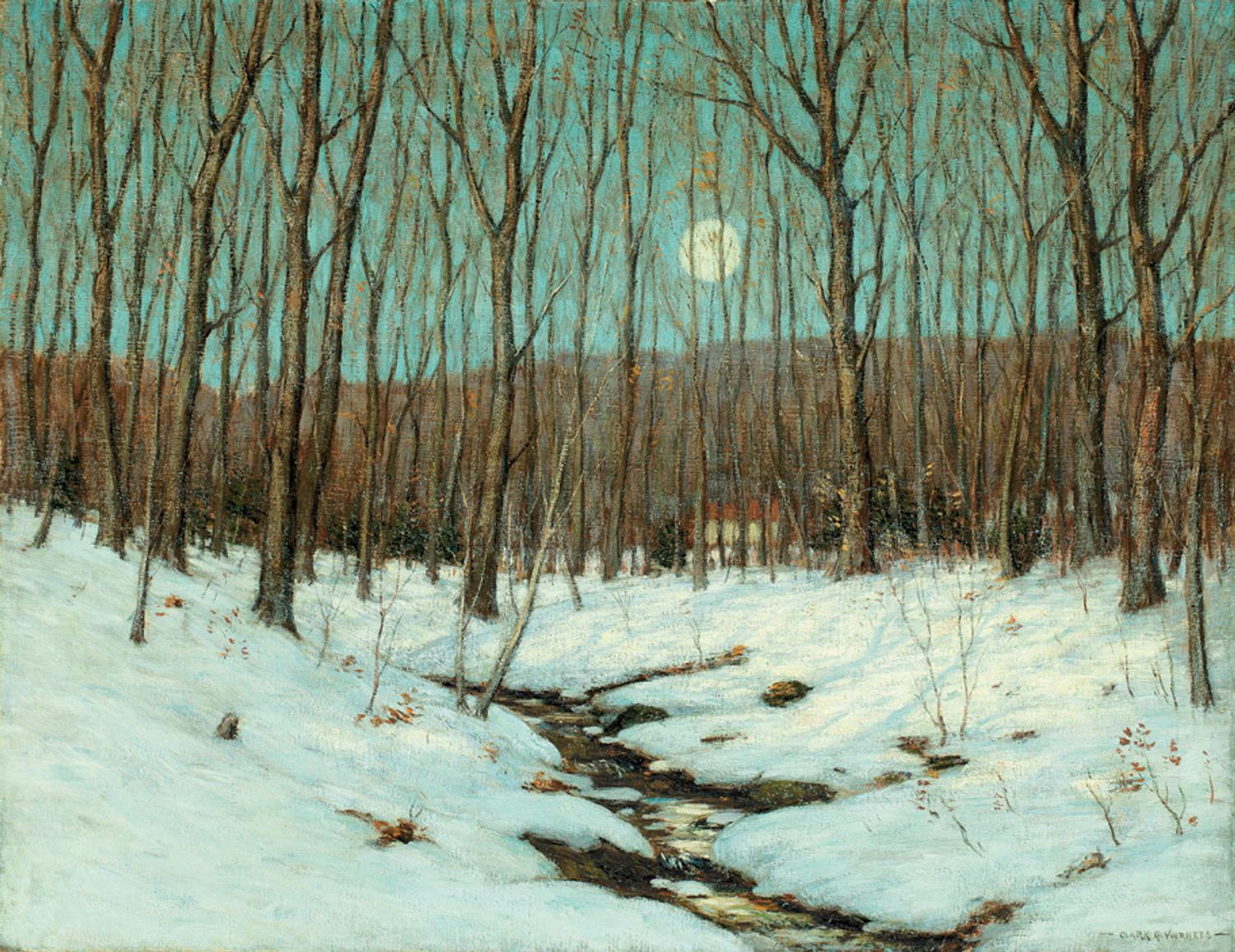
冬の月の出
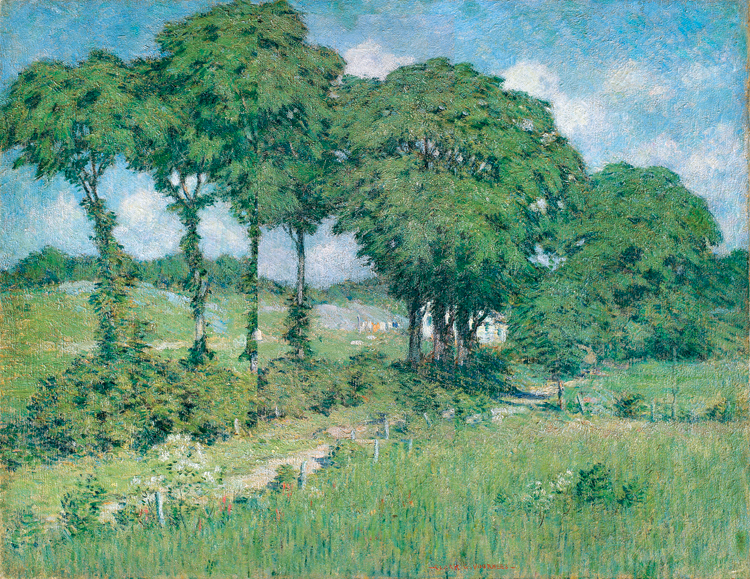
Sill Lane, Old Lyme CT
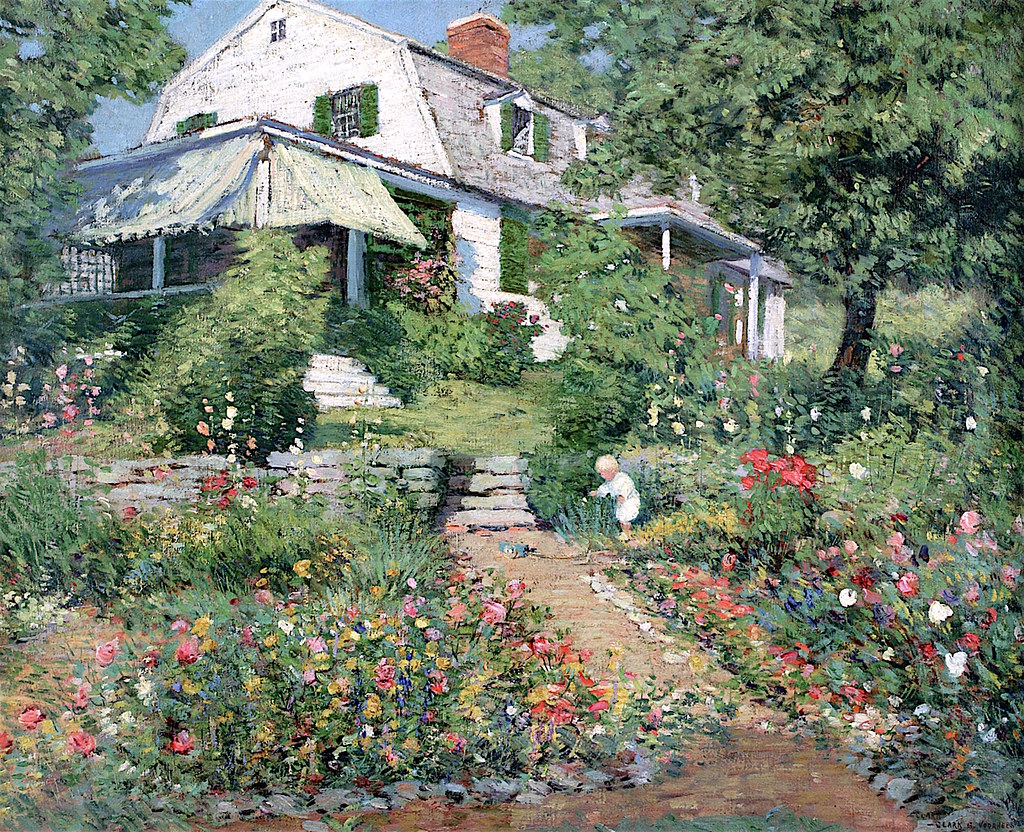
我が家の庭

## 関連文献
- Barbara J. MacAdam, "Clark G. Voorhees, 1871-1933," in Clark G. Voorhees, 1871–1933 (Old Lyme, Conn.: Lyme Historical Society/Florence Griswold Museum, 1981) Online
- Olivia H. Good, "Clark Greenwood Voorhees: American Impressionist," in: Antiques and Fine Art (January/February 2010), pgs. 254–258.
- Jeffrey W. Anderson, "The Art Colony at Old Lyme," in; Connecticut and American Impressionism: A Cooperative Exhibition Project Concurrently in Three Locations (Storrs, Conn.: The William Benton Museum of Art, 1980).